# Paris-Roubaix de 1974
A 72.ª edição da Paris-Roubaix teve lugar a 7 de abril de 1974 e foi vencida em solitário por segunda vez pelo belga Roger De Vlaeminck.

## Classificação final
| Posição | Ciclista            | Equipa                         | Tempo      |
| ------- | ------------------- | ------------------------------ | ---------- |
| 1       | Roger De Vlaeminck  | Brooklyn                       | 7h 17' 26" |
| 2       | Francesco Moser     | Filotex                        | + 57"      |
| 3       | Marc Demeyer        | Carpenter-Confortluxe-Flandria | + 1' 24"   |
| 4       | Eddy Merckx         | Molteni                        | m. t.      |
| 5       | Eric Leman          | M.i.c.-De Gribaldy-Ludo        | m. t.      |
| 6       | André Dierickx      | Merlin Plage-Shimano-Flandria  | m. t.      |
| 7       | Freddy Maertens     | Carpenter-Confortluxe-Flandria | + 4' 26"   |
| 8       | Herman Van Springel | M.i.c.-De Gribaldy-Ludo        | m. t.      |
| 9       | Herman Vrijders     | M.i.c.-De Gribaldy-Ludo        | m. t.      |
| 10      | Michel Périn        | Gan-Mercier-Hutchinson         | m. t.      |